# Resolutie 1275 Veiligheidsraad Verenigde Naties
Resolutie 1275 van de Veiligheidsraad van de Verenigde Naties werd op 19 november 1999 unaniem aangenomen door de VN-Veiligheidsraad, en verlengde het olie-voor-voedselprogramma in Irak.

## Achtergrond
Op 2 augustus 1990 viel Irak zijn zuiderbuur Koeweit binnen en bezette dat land. De Veiligheidsraad veroordeelde de inval onmiddellijk en later kregen de lidstaten carte blanche om Koeweit te bevrijden. Eind februari 1991 was die strijd beslecht en legde Irak zich neer bij alle aangenomen VN-resoluties. In 1995 werd met resolutie 986 het
olie-voor-voedselprogramma in het leven geroepen om met olie-inkomsten humanitaire hulp aan de Iraakse bevolking te betalen.

## Inhoud
De Veiligheidsraad:
- Herinnert aan de resoluties 1242 en 1266.
- Handelt onder Hoofdstuk VII van het Handvest van de Verenigde Naties.

1. Besluit de periode die wordt vermeld in de resoluties 1242 en 1266 te verlengen tot 4 december.
2. Besluit op de hoogte te blijven.

## Verwante resoluties
- Resolutie 1242 Veiligheidsraad Verenigde Naties
- Resolutie 1266 Veiligheidsraad Verenigde Naties
- Resolutie 1280 Veiligheidsraad Verenigde Naties
- Resolutie 1281 Veiligheidsraad Verenigde Naties

Lijst ·  1220 ·  1221 ·  1222 ·  1223 ·  1224 ·  1225 ·  1226 ·  1227 ·  1228 ·  1229 ·  1230 ·  1231 ·  1232 ·  1233 ·  1234 ·  1235 ·  1236 ·  1237 ·  1238 ·  1239 ·  1240 ·  1241 ·  1242 ·  1243 ·  1244 ·  1245 ·  1246 ·  1247 ·  1248 ·  1249 ·  1250 ·  1251 ·  1252 ·  1253 ·  1254 ·  1255 ·  1256 ·  1257 ·  1258 ·  1259 ·  1260 ·  1261 ·  1262 ·  1263 ·  1264 ·  1265 ·  1266 ·  1267 ·  1268 ·  1269 ·  1270 ·  1271 ·  1272 ·  1273 ·  1274 ·  1275 ·  1276 ·  1277 ·  1278 ·  1279 ·  1280 ·  1281 ·  1282 ·  1283 ·  1284